# Pachakutej peruvianus
Espèce
Synonymes
- Bothriurus peruvianus Mello-Leitão, 1948

Pachakutej peruvianus est une espèce de scorpions de la famille des Bothriuridae.

## Distribution
Cette espèce est endémique de la région de Junín au Pérou. Elle se rencontre vers Tarma entre 2 600 et 3 400 m.

## Description
La femelle décrite par Maury en 1975 mesure 34,2 mm.
Le mâle décrit par Francke en 1974 mesure 42,1 mm et la femelle 40,0 mm.

## Systématique et taxinomie
Cette espèce a été décrite sous le protonyme Bothriurus peruvianus par Mello-Leitão en 1948. Elle est placée dans le genre Orobothriurus par Maury en 1975 puis dans le genre Pachakutej par Ochoa en 2004.

## Étymologie
Son nom d'espèce lui a été donné en référence au lieu de sa découverte, le Pérou.

## Publication originale
- Mello-Leitão & Feio, 1948 : Notas sôbre pequeña colecção de Aracnídeos do Perú. Boletim do Museu Paraense Emilio Goeldi, vol. 10, p. 313-324.